# 119e brigade de défense territoriale
La 119e brigade de défense territoriale (en ukrainien : 119-та окрема бригада територіальної оборони, abrégé en 119 ОБрТрО ; numéro d'unité militaire A7047) est la brigade de l'oblast de Tchernihiv de la Force de défense territoriale de l'Armée ukrainienne.

## Historique

### Formation
Le 29 mars 2018, la brigade est créée dans l'oblast de Tchernihiv. C'est la première brigade créée pour les Forces territoriales. Le besoin de la brigade résulte du fait qu'elle dispose de plus de 40 unités de défense locales dépourvues de soutien organisé. La brigade doit être composée de réservistes plus âgés, de moins de 55 ans.
La brigade organise un exercice annuel sur le terrain d'entraînement de Hontcharivske.
Du 12 au 26 mai 2021, un exercice à grande échelle a lieu, impliquant plus de 2 000 réservistes de la brigade. Les 162e, 163e, 164e, 167e bataillons sont impliqués dans l'exercice.
Le 28 janvier 2022, la brigade est constituée à 70 %, avec plus de 400 soldats et officiers en temps de paix et plus de 4 000 prévus en temps de guerre. Sur les six bataillons en temps de guerre, cinq doivent être stationnés dans chacun des raïons et un pour défendre la ville de Tchernihiv.

### Invasion russe de l'Ukraine
Le 24 février 2022, la brigade se déploie pour défendre l'oblast. Les 163e et 164e bataillons défendent le secteur de Prylouky et Nijyn face aux troupes de la 2e armée de chars qui après avoir pénétré l'oblast de Soumy tentent d'atteindre Kiev par l'est. Les 162e et 166e bataillons épaulent la 1re brigade de chars qui défend la ville de Tchernihiv face à la 41e armée combinée. Début avril, les troupes russes battent en retraite et évacuent les oblasts de Kiev, Tchernihiv et Soumy.
Entre décembre 2022 et février 2023, des éléments de la brigade parmi lesquels les 163e et 166e bataillons participent à la défense de Soledar ainsi qu'aux opérations en périphérie nord de Bakhmout autour de Pidhorodne où elle subit des pertes importantes. Entre mai 2023 et mai 2024, les nécrologies montrent que les 162e, 164e et 167e bataillons sont déployés autour de la forêt de Serebriansky dans la commune de Bilohorivka au nord de Siversk puis le 165e bataillon en 2024.

## Structure

### Ordre de bataille
À partir de 2022, la structure de la brigade est la suivante : 
- Quartier général
- 162e bataillon de défense territoriale (Sedniv) MUN А7328
- 163e bataillon de défense territoriale (Nijyn) MUN А7329
- 164e bataillon de défense territoriale (Prylouky) MUN А7330
- 165e bataillon de défense territoriale (Novhorod-Siverskyï) MUN А7331
- 166e bataillon de défense territoriale (Ripky) MUN А7332
- 167e bataillon de défense territoriale (Mena) MUN А7333
- Compagnie du génie
- Compagnie de communication
- Compagnie de logistique
- Batterie de mortier